# Jeremias Gotthelf

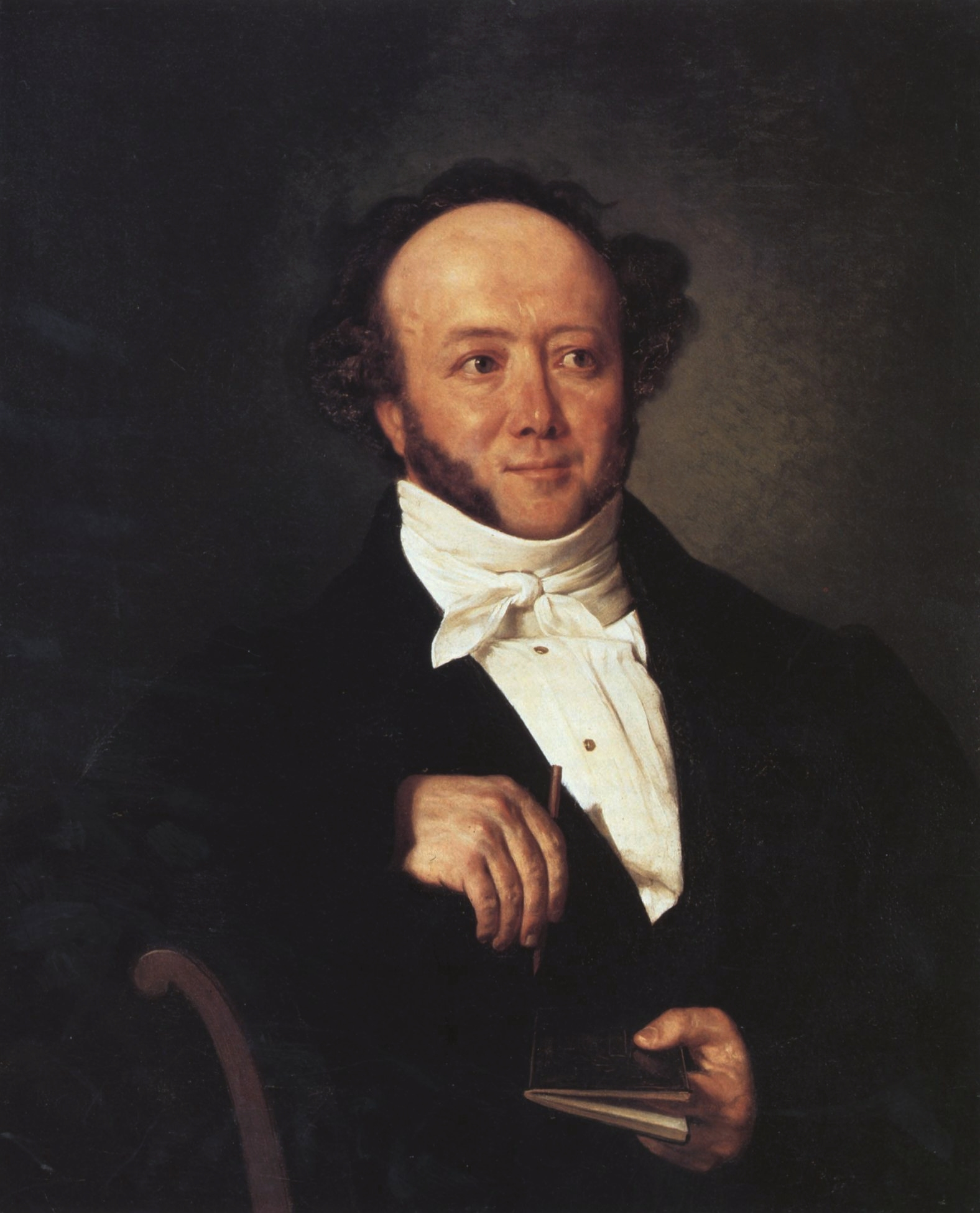
Jeremias Gotthelf.

Jeremias Gotthelf (pseudonym för Albert Bitzius), född 4 oktober 1797 i Murten, död 22 oktober 1854 i Lützelflüh, var en schweizisk författare.
Bitzius, som från 1832 var präst i Lützelflüh i Emmental, gjorde sig känd som en av den tyskspråkiga litteraturens främsta bondeskildrare under pseudonymen "Jeremias Gotthelf", som han upptog från hjälten i sin debutbok, Der Bauernspiegel oder Lebesgeschichet des J. G. (1837). Han skrev ursprungligen för sina sockenbor, och det didaktiska syftet visade sig även när han vände sig till en större publik. Bland hans övriga verk märks Uli der Knecht (1841) och dess fortsättning, Uli der Pächter (1846).